# Wankh
Los wankh son una especie alienígena de ficción que aparece en los libros del ciclo de Tschai, creada en 1968 por Jack Vance.

## Historia
Los wankh son una especie relativamente joven, aunque más antigua que los humanos, llegó a Tschai hace unos diez mil años, con motivo de su guerra con los dirdir. Allí construyeron fortalezas cercanas a mares y lagos. Con el tiempo capturaron humanos, traídos al planeta por losdirdir, que acabarían derivando en los hombres-wankh. A lo largo de los siglos la guerra que mantienen ha perdido intensidad, reduciéndose a algunas escaramuzas sin importancia, mantenidas por los hombres-wankh.

## Físico
Los wankh son seres anfibios, robustos y algo más altos que los humanos, de tronco grande y extremidades cortas. Sus cabezas tienen forma cuadrada, y los ojos son circulares y negros. Sus pies son palmeados y tienen pelo en la espalda. Se comunican con unos sonidos, carillones, que producen por un órgano en la base del cráneo. Sus movimientos son pausados, y casi nunca se sientan. Suelen ir desnudos.

## Sociedad
Aunque mantienen múltiples fortalezas en Tschai, no están interesados en el planeta, permaneciendo allí por motivos exclusivamente estratégicos. Apenas salen de sus ciudades, confiando en los hombres-wankh como informadores y gestores, que contratan a humanos como mano de obra. Su idioma es muy complejo, y han desarrollado una versión simplificada para comunicarse con los hombres-wankh, que hacen de intermediarios con el exterior. Para evitar que la guerra acabe y los wankh dejen el planeta, los hombres-wankh les mantienen desinformados, magnificando la amenaza dirdir.
- Datos: Q6166368